# چخماق تپه
چخماق تپه مربوط به دوران پیش از تاریخ ایران باستان است و در شهرستان تهران، کیلومتر ۲۲بزرگراه تهران به ساوه واقع شده و این اثر در تاریخ ۲۰ آذر ۱۳۷۹ با شمارهٔ ثبت ۲۹۳۳ به‌عنوان یکی از آثار ملی ایران به ثبت رسیده است.متأسفانه این تپه در دیماه 1397 توسط کشاورزان و اهالی منطقه به بهانه کشاورزی به وسیله ماشین آلات سنگین کشاورزی شخم زده شد و  به‌طور کامل تخریب گردید.